# Chiaglas nigripes
Chiaglas nigripes là một loài tò vò trong họ Ichneumonidae.